# Doksan-dong
Doksan-dong là một dong, phường của Geumcheon-gu ở Seoul, Hàn Quốc.

## Liên kết
- Trang chính thức Geumcheon-gu
- (tiếng Hàn) Bản đồ Geumcheon-gu tại trang chính thức Geumcheon-gu
- (tiếng Hàn) Trang chính thức dân cư Doksan-dong